# Serpulorbis decussatus
Serpulorbis decussatus är en snäckart som först beskrevs av Gmelin 1791.  Serpulorbis decussatus ingår i släktet Serpulorbis och familjen Vermetidae. Inga underarter finns listade i Catalogue of Life.